# Kolegiata Świętego Krzyża i św. Bartłomieja we Wrocławiu
Kolegiata Świętego Krzyża i kościół św. Bartłomieja we Wrocławiu – gotycki kościół na Ostrowie Tumskim położony na Placu Kościelnym w bezpośrednim sąsiedztwie dawnego zamku Piastów śląskich.

## Historia
Kolegiata powstała z fundacji księcia Henryka Probusa jako wotum po zakończeniu jego długotrwałego sporu polityczno-kościelnego z biskupem wrocławskim, Tomaszem II, zakończonego jesienią 1287. Na znak ugody obaj adwersarze postanowili ufundować świątynie: Henryk IV Probus – kolegiatę w sąsiedztwie swego zamku, a biskup Tomasz – kolegiatę pod wezwaniem swego patrona w Raciborzu. 11 stycznia 1288 Książę Henryk wystawił dokument erekcyjny, z którego wynikało, że fundowana kolegiata miała być pomnikiem dla jego rodziny, a on sam w swoim testamencie wyraził ponadto wolę, aby była ona tymczasowym miejscem spoczynku jego zwłok do momentu wybudowania kolejnej świątyni z jego fundacji dla zakonu cysterek, w której miał spocząć na stałe. Fundacja nie doszła jednak do skutku, ponieważ w 1290 książę nagle zmarł, a jego małżonka, Matylda brandenburska powróciła do ojczyzny; w 1292 zmarł też biskup Tomasz.
Projektantem budowli był najprawdopodobniej wymieniany jako dworski budowniczy Henryka, mistrz Wiland.

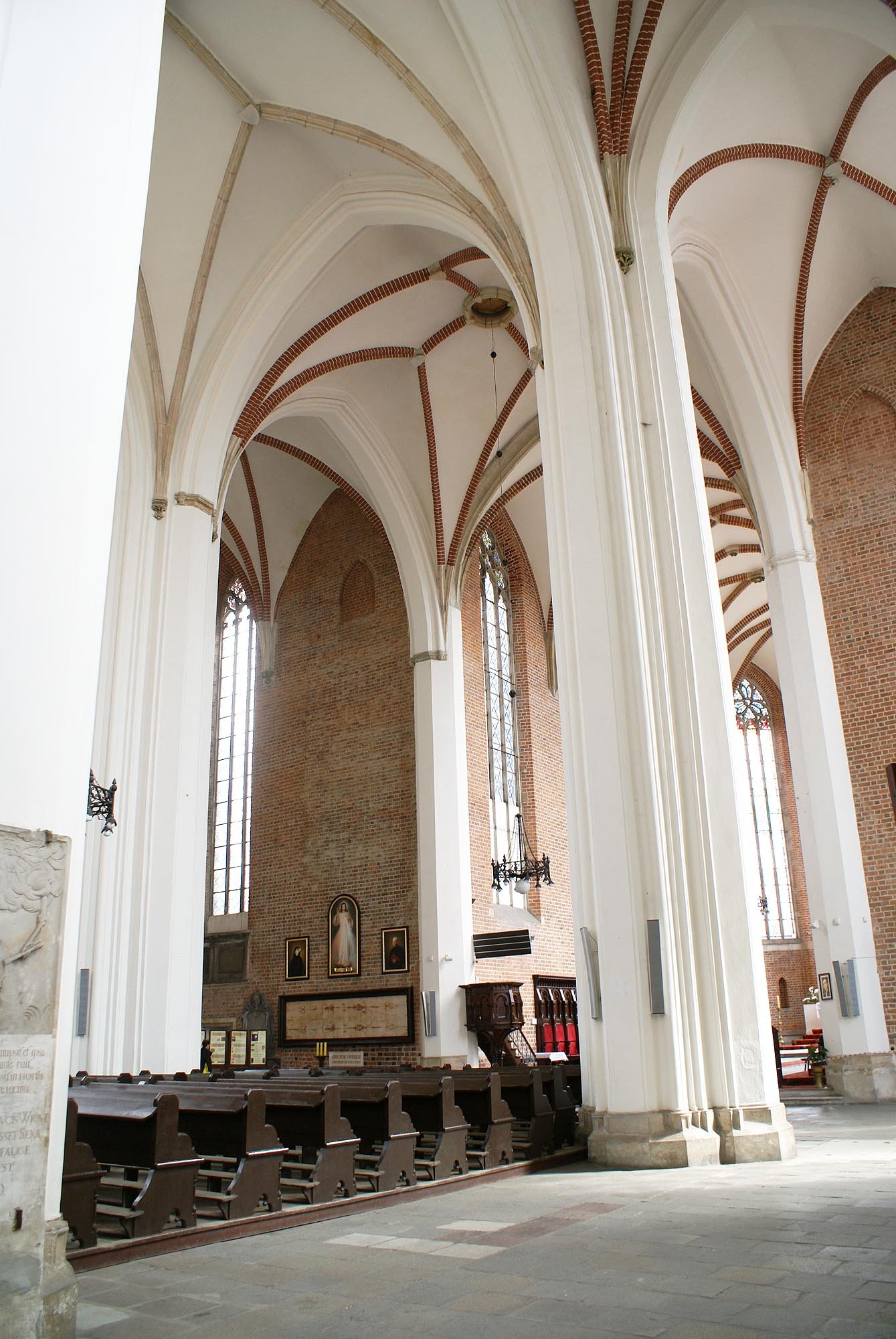
Wnętrze górnego Kościoła św. Krzyża, w oddali kopia Całunu Turyńskiego

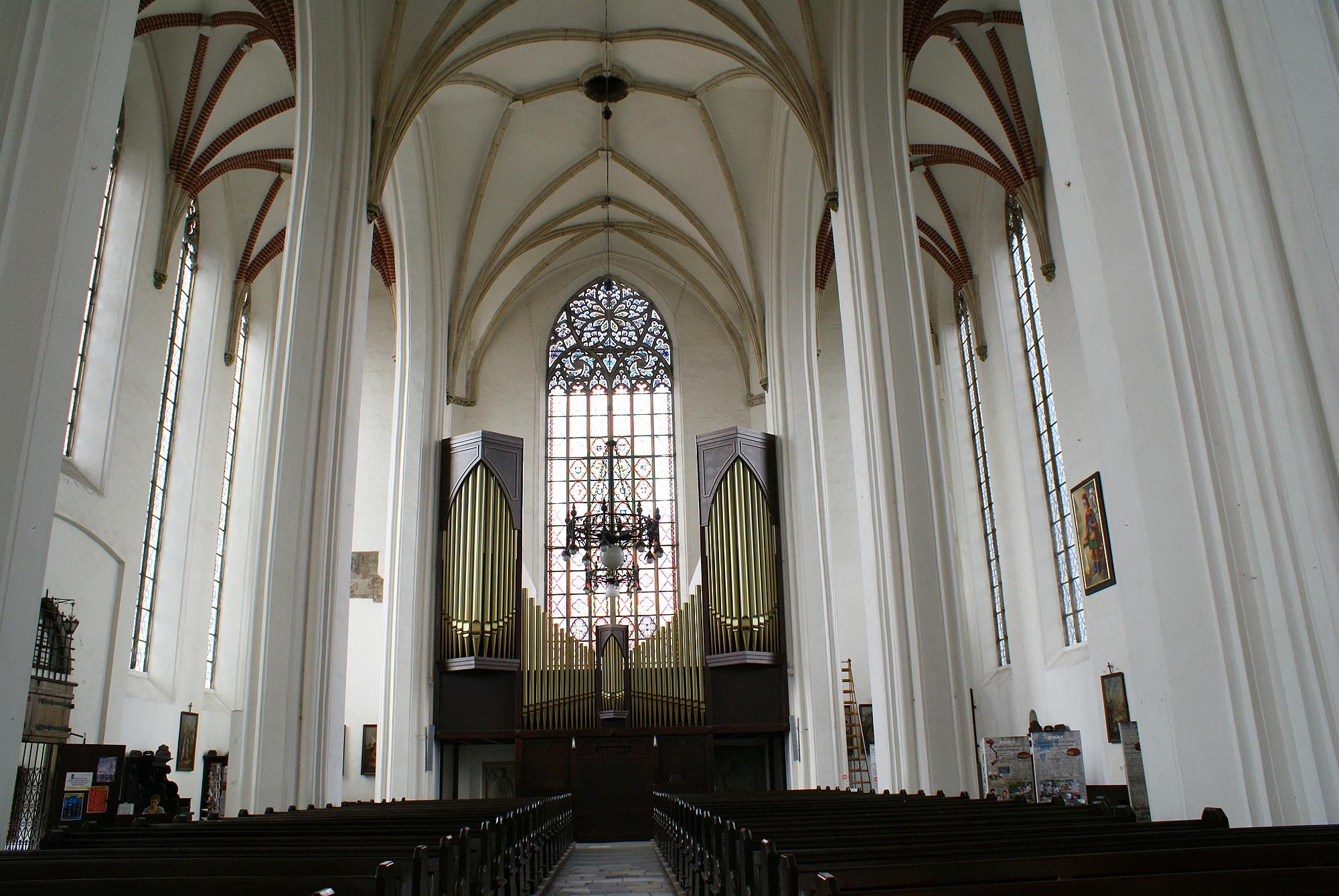
Organy

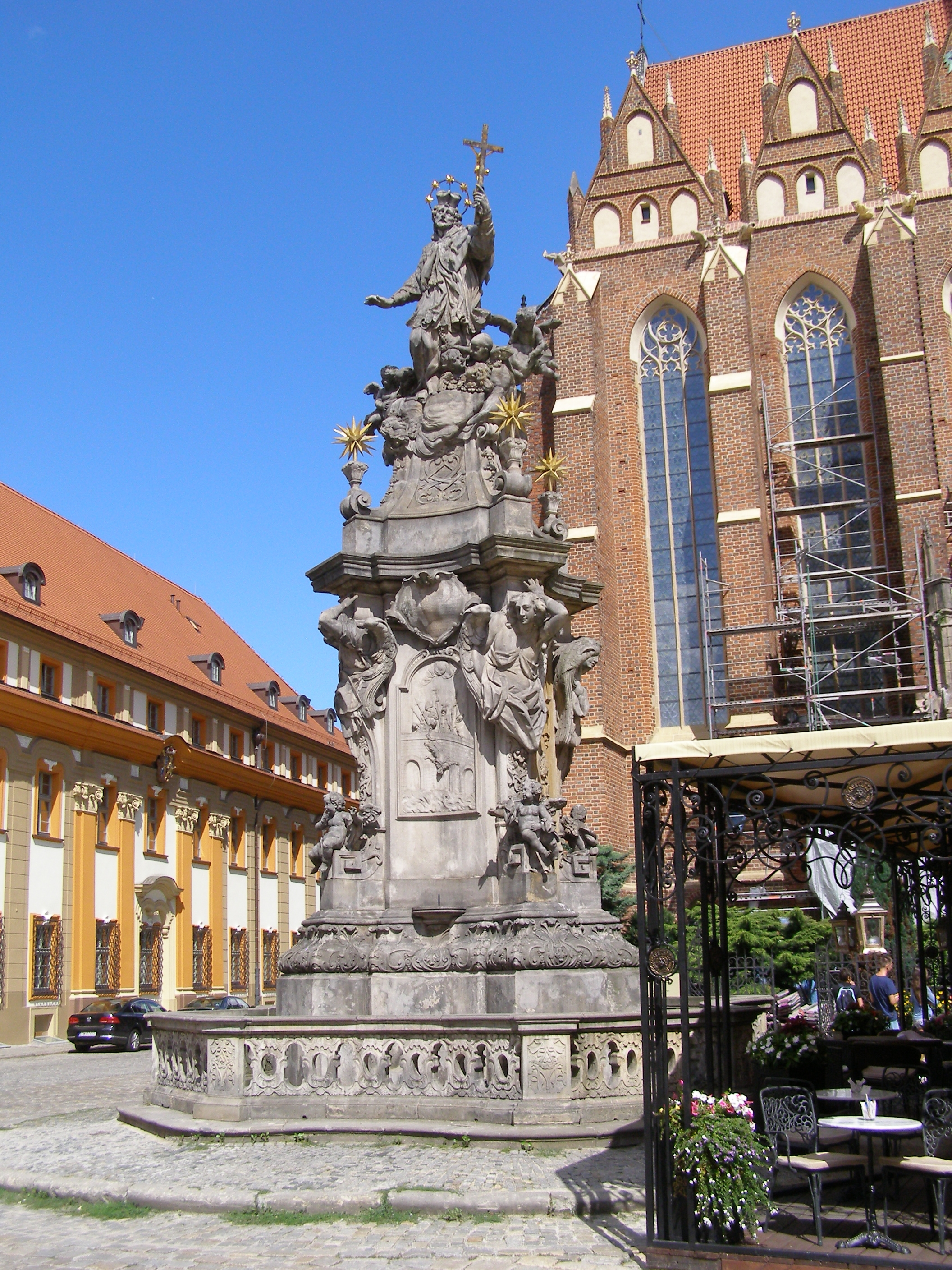
Pomnik św. Jana Nepomucena

Najpierw powstało prezbiterium (1288–1295), natomiast korpus nawy i transept, ufundowane przez biskupa Nankera, wzniesiono w latach 1320–1350 według nieco innych założeń.
W będącym w budowie prezbiterium kościoła pochowano, zgodnie z jego wolą, fundatora kolegiaty, zaś około 1300 wykonano jego płytę nagrobną z pełnopostaciową rzeźbą, w 1320 uzupełnioną o ściany boczne (obecnie w Muzeum Narodowym we Wrocławiu). Proporzec i tarcza książęca znajdowały się w kościele jeszcze w końcu XIX w., zaś jego szczątki, ekshumowane na polecenie hitlerowców przez antropologów, zaginęły w czasie II wojny światowej.
Do zgromadzenia kanoników przy kościele Świętego Krzyża należeli w latach 1503–1538 Mikołaj Kopernik, oraz zmarły w 1596 Andrzej Bogurski, który dokonał specjalnego zapisu, wedle którego kazania w języku polskim miały być utrzymane w kościele św. Krzyża po wsze czasy. Nabożeństwa w języku polskim odbywały się tu aż do 1919.
Dolny kościół św. Bartłomieja przechodził burzliwe dzieje. Był wielokrotnie rabowany, zamieniany na magazyn, schron dla ludności, a nawet pełnił rolę stajni, gdy w latach 1632–1634 na Ostrowie Tumskim stacjonowały wojska szwedzko-brandenburskie.
W czasie przeprowadzonych w latach 1672 i 1723 renowacji zbarokizowano wnętrze, wprowadzając nowe ołtarze, a przede wszystkim emporę organową w wąskim zachodnim przęśle górnego kościoła.
Na znajdującym się przed świątynią placu Kościelnym w latach 1730–1732 powstał barokowy pomnik św. Jana Nepomucena wykonany przez wrocławskiego rzeźbiarza Jana Jerzego Urbańskiego według projektu K. Tauscha.
W 1810 zgromadzenie kanoników rozwiązano, a w ciągu XIX w. dokonano w górnym kościele przekształceń w duchu neogotyckim, m.in. pobielono ściany, a także żebra sklepienne. W wyniku działań wojennych drugiej wojny światowej kolegiata św. Krzyża we Wrocławiu została w znacznym stopniu uszkodzona. W trakcie pierwszych trzech lat po wojnie, w wyniku działalności Wrocławskiej Dyrekcji Odbudowy w kościele przeprowadzono pierwsze prace remontowe. Nie bez znaczenia była przy tym piastowska przeszłość kościoła wniesionego w XIII w. przez księcia Henryka IV. W tym czasie zabezpieczono świątyni przed działaniami czynników atmosferycznych tak, aby zapobiec dalszej degradacji bryły kościoła. Ze względu na skoncentrowanie wysiłków na odbudowie katedry wrocławskiej w 1949 r. zakończono prace w kolegiacie. Następne sześć lat kościół oczekiwał na odpowiednią koniunkturę. Okazja do wyremontowania wnętrza świątyni nadarzyła się w 1955 r. wraz z koncepcją przekształcenia górnego kościoła św. Krzyża do roli muzeum. Pomysł ten pochodził od ks. Kazimierza Lagosza – w tym czasie wikariusza kapitulnego archidiecezji wrocławskiej. Do realizacji duchowny zaprosił wielu wybitnych specjalistów związanych z Wrocławiem, byli to architekci, konserwatorzy, historycy oraz historycy sztuki. Wśród najbardziej rozpoznawalnych nazwisk zaproszonych na konferencje organizowane w tej sprawie przez ks. Lagosza byli między innymi: Emil Kaliski, Olgierd Czerner, Józef Gębczak, Marcin Bukowski czy też Marian Morelowski. Zgodnie z ustaleniami wnętrze kościoła po przeprowadzeniu niezbędnych prac remontowych powinno zostać zregotyzowane. W ten sposób świątynia miała zostać oczyszczona z utożsamianego w tym czasie z Niemcami baroku. Ten pierwszy etap adaptacji kolegiaty św. Krzyża do roli muzeum zakończył się pod koniec 1955 r. Prace we wnętrzu kościoła nadzorował Emil Kaliski. Drugi planowany etap to wyposażenie świątyni w liczne cenne zabytki z tumbą grobową Henryka IV na czele. Zgodnie z wizją Lagosza kościół wypełnić miały liczne tryptyki oraz obrazy Michaela Willmanna. Całość miała się komponować z nowymi witrażami kościoła zaprojektowanymi przez Tadeusza Wojciechowskiego. Artysta zawarł na nich liczne odniesienia do historii Polski oraz regionu, mające podkreślić jego polski charakter. Najważniejszy witraż cyklu - „Bitwa pod Legnicą” - miał znaleźć nad oknem zachodnim. Ostatecznie mimo licznych prób uzyskania planowanego wyposażenia od Muzeum Narodowego we Wrocławiu oraz w Warszawie działania ks. Lagosza zakończyły się klęską. Nie pomogły nawet listy skierowane do najwyższych władz ministerstwa. Ostatecznym przypieczętowaniem klęski projektu adaptacji kościoła do roli muzeum było odwołanie ks. Lagosza ze stanowiska na początku grudnia 1956 r. Do 1956 dolny kościół był używany przez wrocławskich Niemców, następnie do 1997 r. przez parafię greckokatolicką. W 1999 r. reaktywowano kapitułę kolegiacką.

## Architektura
Bardzo wysoki, dwukondygnacyjny ceglany kościół halowy posiada niezwykły na Śląsku dwukondygnacyjny układ wnętrza: dolny kościół św. Bartłomieja i górny, właściwy Świętego Krzyża, powtarzający prawie całkowicie jego rzut.
W rzucie poziomym kościół posiada formę krzyża łacińskiego: czteroprzęsłowe, wydłużone prezbiterium zakończone jest trójbocznym obejściem; analogiczne zakończenia posiada transept o tej samej rozpiętości sklepień. Trzy nawy tworzą halę, przy czym dolna kondygnacja posiada wyłącznie sklepienia krzyżowo-żebrowe, zaś w później ukończonej, górnej zrezygnowano z co drugiego filara, wprowadzając w nawie środkowej sklepienia na polach podwójnej długości, zaś w nawach bocznych sklepienia trójdzielne.
Kościół ma 66 m długości, 44 m szerokości, wysokość naw – 19 m. Dwie wieże, znajdujące się w narożach między halą a transeptem (tylko południowa, wyższa została w pełni ukończona, zakończona iglicą, wysoka na 69 m) są pokryte blachą miedzianą i pochodzą z ok. 1484.
Nietypowe jest również rozwiązanie dachu – nawa środkowa posiada wysoki dach podłużny, wspólny z prezbiterium, zaś nawy boczne – poprzeczne daszki szczytowe, co wraz z wysokimi skarpami i wąskimi oknami podkreśla wertykalny rytm. Podobne zadaszenie naw bocznych widoczne jest w kościele Wniebowzięcia Najświętszej Maryi Panny w Chełmnie.
Jeden ze szczytów w elewacji południowej ozdobiony jest miedzianym orłem heraldycznym, jednak pozbawionym półksiężyca na piersi, przez co nie może być identyfikowany z herbem fundatora. Pochodzi on zapewne z ok. 1600.
Wewnątrz górnego kościoła zachował się tympanon fundacyjny z przedstawieniem Trójcy Świętej w typie Tronu Łaski adorowanego przez Henryka Probusa i jego żonę Matyldę. Tympanon umieszczony został ok. 1350, tj. w momencie ukończenia budowy świątyni, ideowym wzorem zaś była tu soteriologia św. Pawła, według którego w dziele zbawienia główna inicjatywa należy do Boga Ojca, który ustanawia plan pojednania i działa przez Syna. Klęczące postacie ludzi miały natomiast wyrażać nastrój pokuty i potrzeby pomocy oraz być znakiem szacunku, wdzięczności i uwielbienia. Funkcję ołtarza głównego pełni Ołtarz „Zaśnięcia Panny Marii”, ołtarzem bocznym jest natomiast  pentaptyk z Przecławia.

W południowym ramieniu transeptu znajduje się nagrobek kanonika Stanisława Sauera (zm. 1535), który jest jednym z wczesnych dzieł renesansu na Śląsku. 

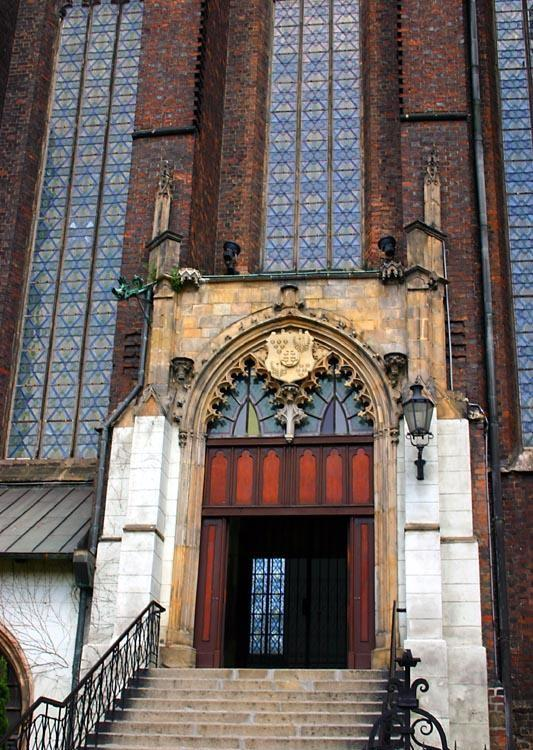
Portal z herbem
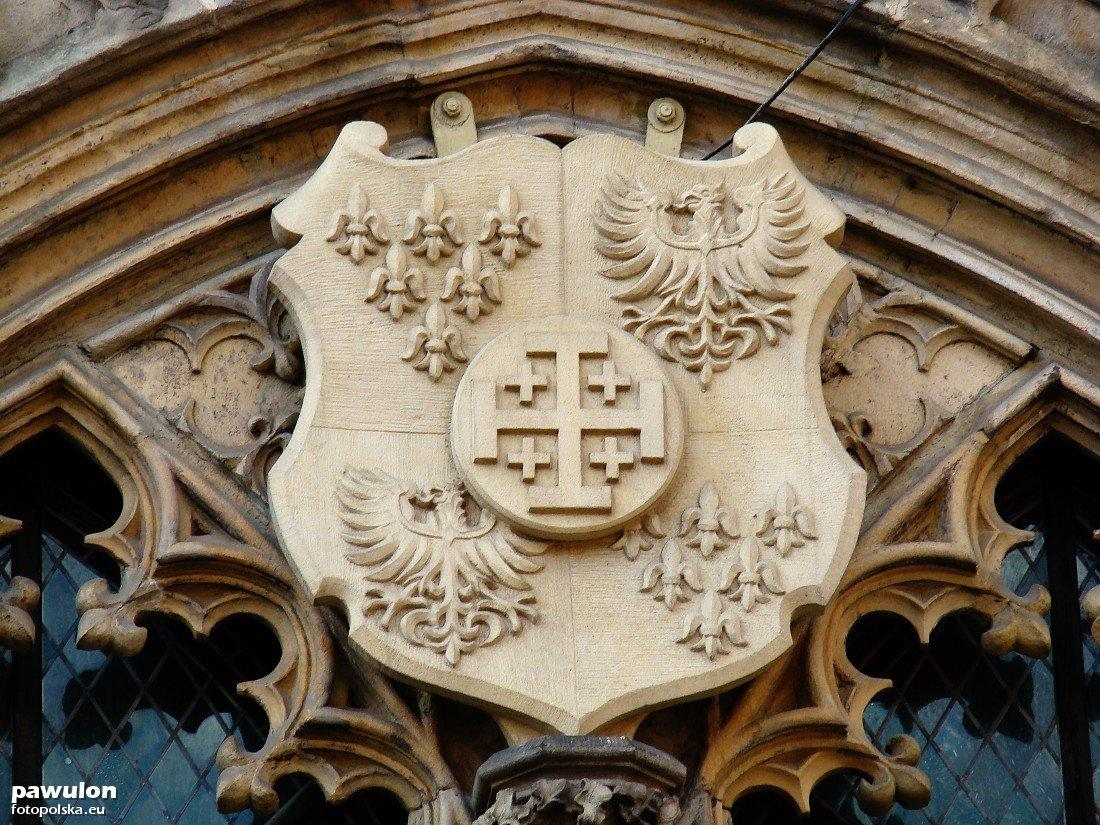
Herb
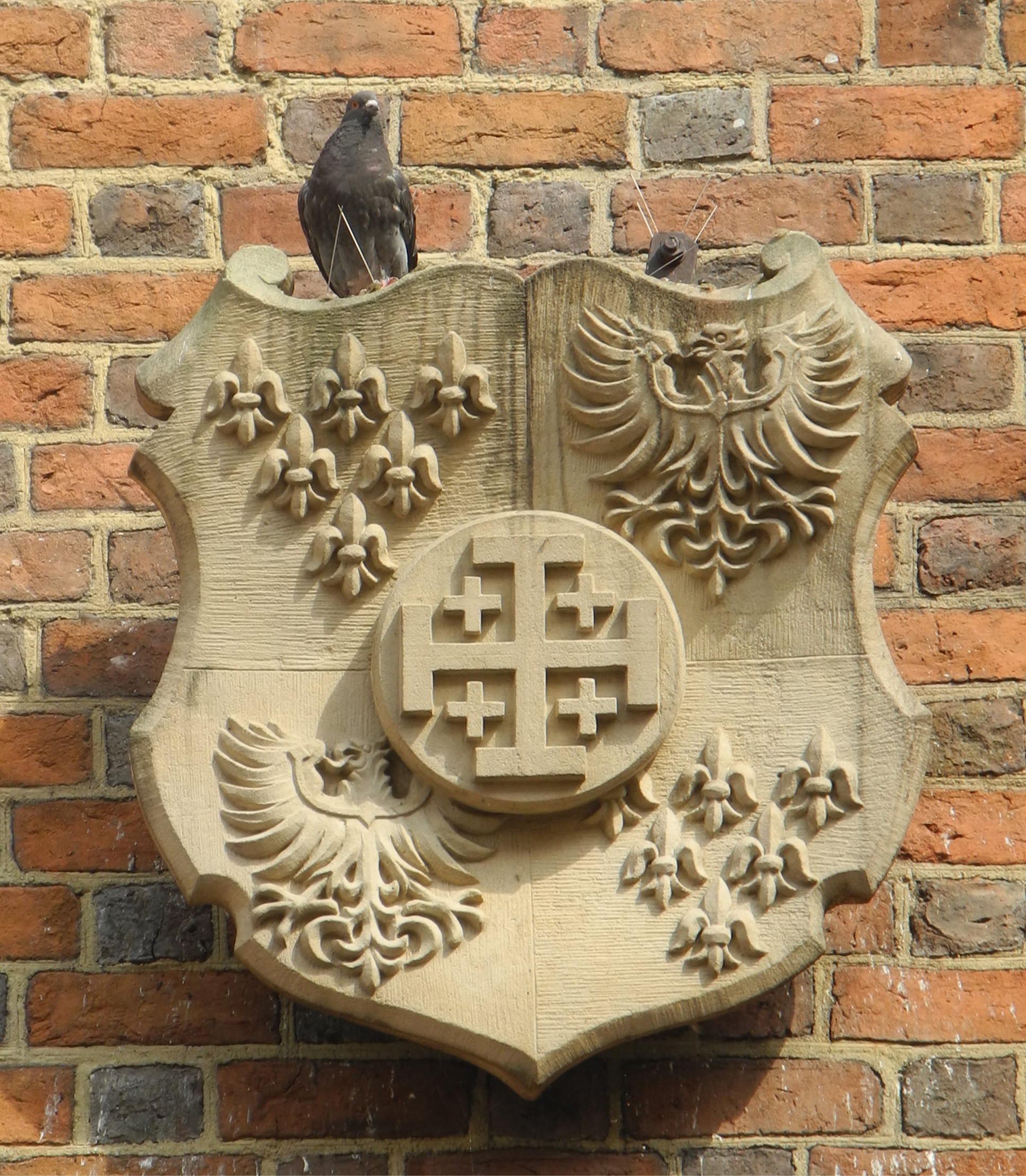
Herb
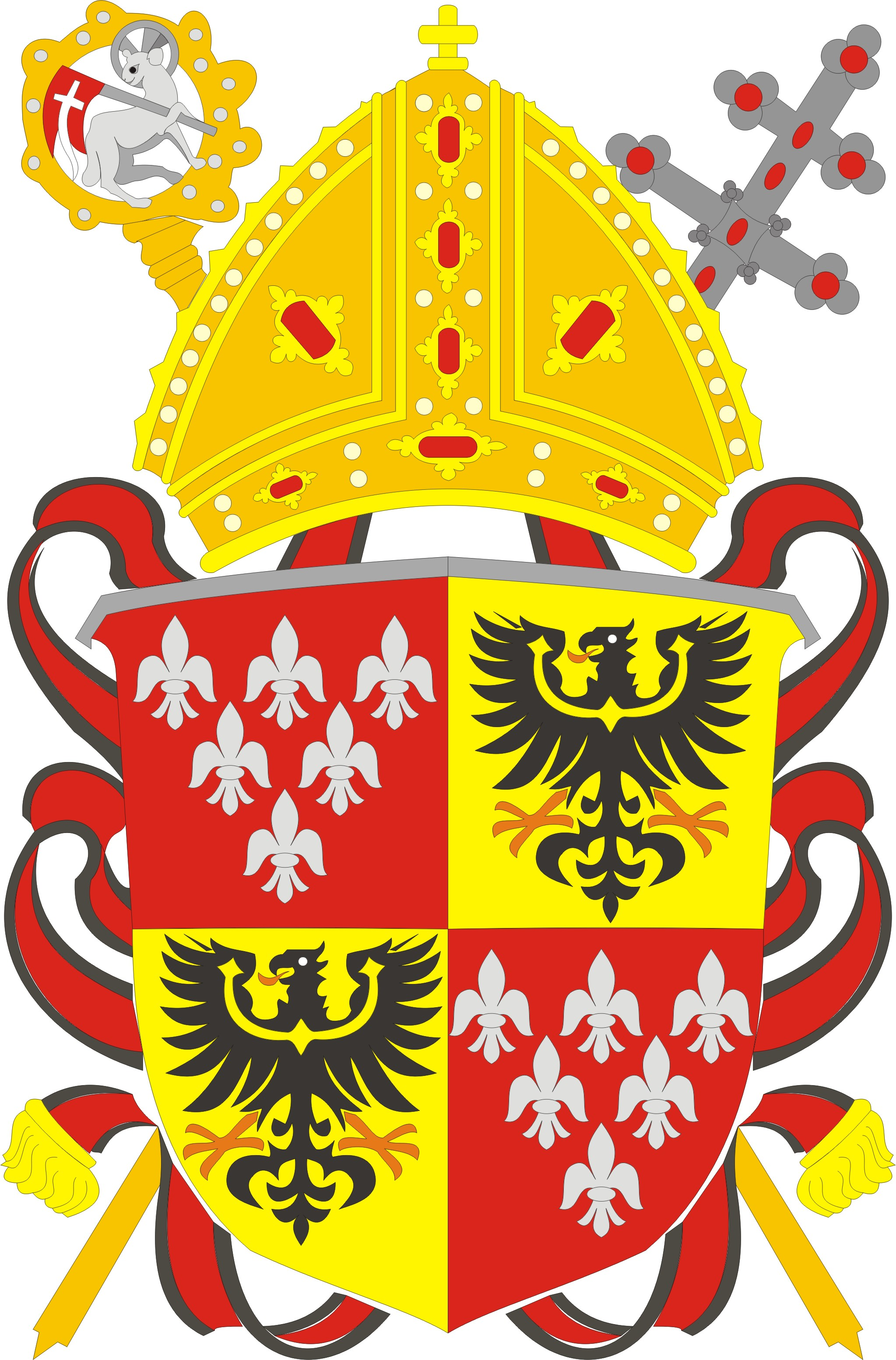
Herb archidiecezji wrocławskiej
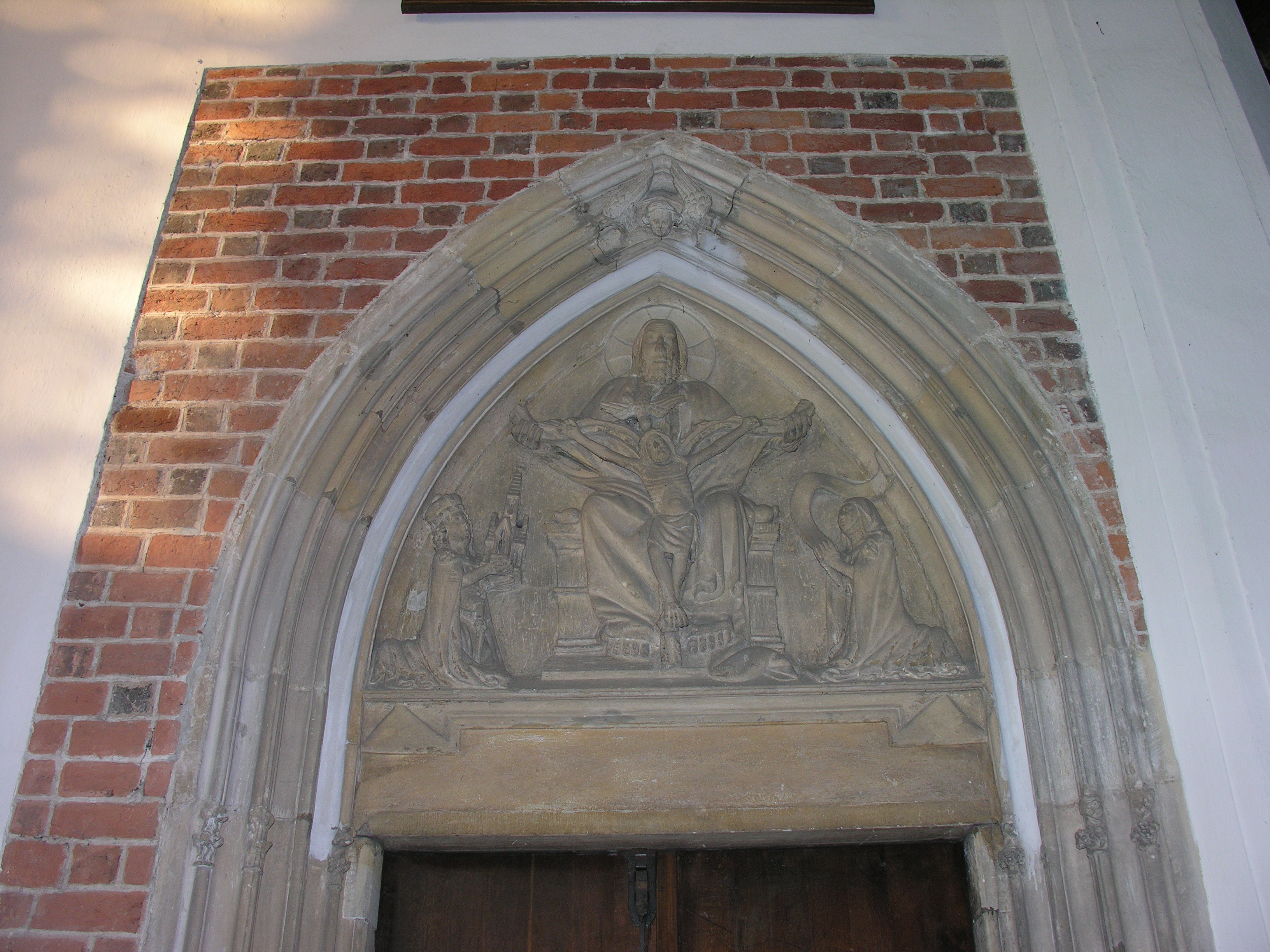
Tympanon Henryka i Matyldy
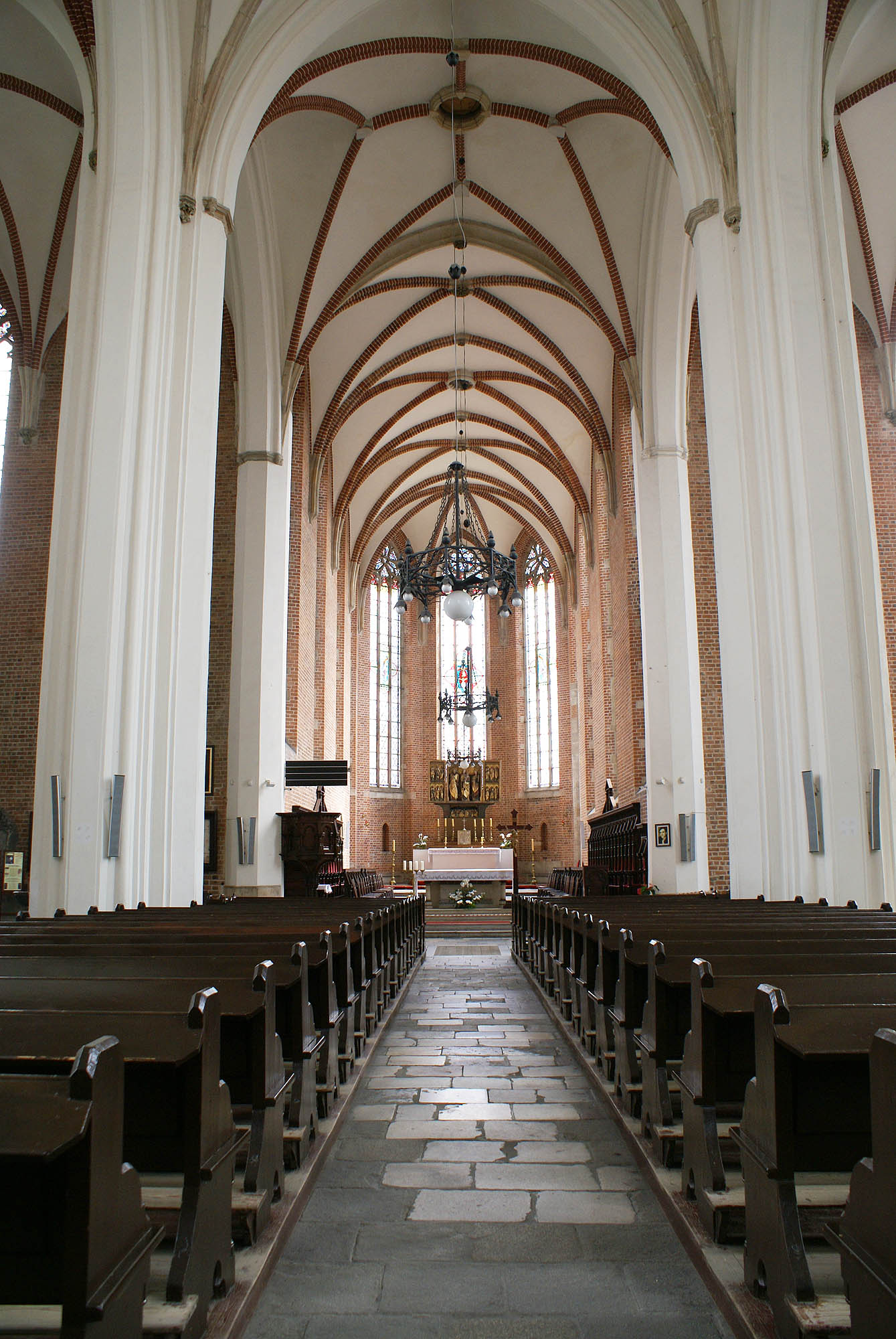
Nawa główna
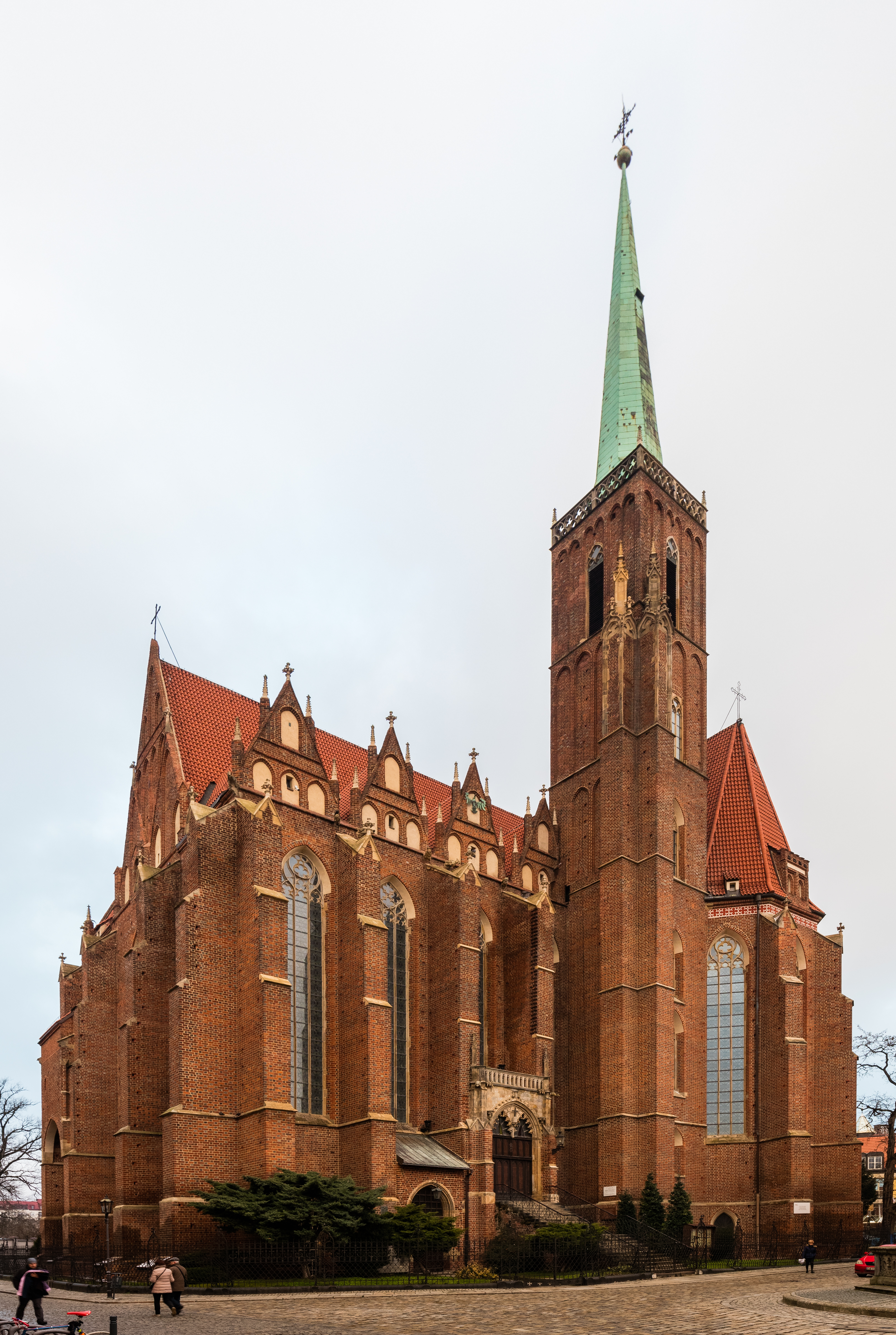
Kolegiata od południow. zachodu

## Organy i dzwon
Organy
Instrument został zbudowany przez firmę Remigiusza Cynara z Wrocławia w 2001 roku. Organy Kolegiaty Świętego Krzyża posiadają 48 głosów rozmieszczonych pomiędzy sekcje trzech manuałów i pedału. Szafa organowa współczesna. Wiatrownice stożkowe, traktura gry i rejestrów elektro-pneumatyczna.
Dyspozycja instrumentu:
| Manuał I          | Manuał II            | Manuał III        | Pedał            |
|                   | ekspresyjny          |                   |                  |
| ----------------- | -------------------- | ----------------- | ---------------- |
| 1. Burdon 16' *   | 1. Fl. łagodny 16' * | 1. Gedakt 16'     | 1. Pryncypał 16' |
| 2. Pryncypał 8'   | 2. Pryncypał 8'      | 2. Fl. kryty 8'   | 2. Subbas 16'    |
| 3. Holflet 8'     | 3. Gamba 8'          | 3. Fl. violowy 8' | 3. Oktawa 8'     |
| 4. Gemshorn 8'    | 4. Salicet 8'        | 4. Kwintadena 8'  | 4. Fletbas 8'    |
| 5. Oktawa 4'      | 5. Vox coel 8'       | 5. Pryncypał 4'   | 5. Chorałbas 4'  |
| 6. Fl. otwarty 4' | 6. Fl. łączony 8'    | 6. Fl. rurkowy 4' | 6. Róg nocny 2'  |
| 7. Kwinta 2 2/3'  | 7. Pryncypał 4'      | 7. Sesquialt 2x   | 7. Mikstura 4x   |
| 8. Superokt 2'    | 8. Fl. otw. 4'       | 8. Oktawa 2'      | 8. Puzon 16'     |
| 9. Kornet 1-3x    | 9. Nasard 2 2/3'     | 9. Kwinta 1 1/3'  | 9. Trompet 8'    |
| 10. Mikstura 4x   | 10. Fl. leśny 2'     | 10. Oktawka 1'    | I-P              |
| 11. Cymbał 3x     | 11. Tercja 1 3/5'    | 11. Scharff 3x    | II-P             |
| 12. Trompet 8'    | 12. Róg nocny 1'     | 12. Vox humana 8' | III-P            |
| II-I              | 13. Mikstura 4x      |                   |                  |
| III-I             | 14. Dulcjan 16'      |                   |                  |
| III-I sub         | 15. Obój 8'          |                   |                  |
| I super           | III-II               |                   |                  |

Dzwon
Na wieży kościelnej wisi obecnie jeden dzwon. Odlany został w 1769 roku przez Johanna George Kriegera we Wrocławiu. Waży ok. 1400 kg i wydaje ton: dis'. Dzwon jest bogato zdobiony i zawiera napisy: na górnej krawędzi Johann George Krieger Me Fudit Breslau, poniżej: Friederico Borussorum Rege Feliciter Gubernator. Pośrodku płaszcza dzwonu znajduje się płaskorzeźba Św Bartłomieja, po obu stronach napis dedykacyjny: Sup [sic!] Patrocinio S: Bartholomaei Apostoli.